# 린관후이
린관후이(중국어 정체자: 林冠慧, 병음: Lin Kuan-hui, 1977년 8월 20일 ~ )는 중화민국의 영화 감독이자 각본가이다. 국립 타이베이 예술대학에서 연출을 전공한 뒤 같은 대학원에서 영화제작을 공부하였다.